# RCD Espanyol B
Az RCD Espanyol B egy barcelonai székhelyű sportegyesület, amely az RCD Espanyol tartalékcsapata. 1981-ben alapították és jelenleg a harmadosztályban szerepel. A 6000 férőhelyes Ciutat Esportiva Dani Jarque stadion a klub otthona. 

## Játékoskeret
2018. szeptember 3-i állapotnak megfelelően.
| # |     | Poszt | Név              |
| - | --- | ----- | ---------------- |
| — | ESP | K     | Adrián López     |
| — | UKR | K     | Jaroszlav Mejher |
| — | ESP | K     | Edu Frias        |
| — | ESP | V     | Álex Salto       |
| — | ESP | V     | Carles Soria     |
| — | ESP | V     | Erik Sarmiento   |
| — | ESP | V     | Iago Indias      |
| — | ESP | V     | Lluís López      |
| — | PER | V     | Nacho González   |
| — | ESP | V     | Adrià Pedrosa    |
| — | ESP | V     | Víctor Gómez     |
| — | ESP | V     | Manel Royo       |

| # |     | Poszt | Név               |
| - | --- | ----- | ----------------- |
| — | ESP | KP    | Ángel Sánchez     |
| — | ESP | KP    | Dami              |
| — | ESP | KP    | Marc Manchón      |
| — | ESP | KP    | Martí Soler       |
| — | ESP | KP    | Pol Lozano        |
| — | ESP | CS    | Alberto Fernández |
| — | ESP | CS    | Álex Bermejo      |
| — | ESP | CS    | Ferran Brugué     |
| — | ESP | CS    | Víctor Campuzano  |
| — | ESP | CS    | Carlos Doncel     |
| — | ESP | CS    | Max Marcet        |
| — | ESP | CS    | Pau Salvans       |

## Statisztika
| Szezon  | Osztály    | Poz. | Copa del Rey |
| ------- | ---------- | ---- | ------------ |
| 1981–89 | Regionális | —    |              |
| 1989/90 | 3ª         | 11.  |              |
| 1990/91 | 3ª         | 10.  |              |
| 1991/92 | 3ª         | 7.   |              |
| 1992/93 | 3ª         | 6.   |              |
| 1993/94 | 3ª         | 9.   |              |
| 1994/95 | 3ª         | 1.   |              |
| 1995/96 | 2ªB        | 11.  |              |
| 1996/97 | 2ªB        | 8.   |              |
| 1997/98 | 2ªB        | 4.   |              |
| 1998/99 | 2ªB        | 17.  |              |
| 1999/00 | 3ª         | 2.   |              |
| 2000/01 | 2ªB        | 4.   |              |
| 2001/02 | 2ªB        | 2.   |              |

| Szezon  | Osztály | Poz. | Copa del Rey |
| ------- | ------- | ---- | ------------ |
| 2002/03 | 2ªB     | 10.  |              |
| 2003/04 | 2ªB     | 11.  |              |
| 2004/05 | 2ªB     | 18.  |              |
| 2005/06 | 3ª      | 2.   |              |
| 2006/07 | 2ªB     | 13.  |              |
| 2007/08 | 2ªB     | 18.  |              |
| 2008/09 | 3ª      | 1.   |              |
| 2009/10 | 2ªB     | 16.  |              |
| 2010/11 | 3ª      | 5.   |              |
| 2011/12 | 3ª      | 2.   |              |
| 2012/13 | 2ªB     | 8.   |              |
| 2013/14 | 2ªB     | 8.   |              |
| 2014/15 | 2ªB     | 11.  |              |
| 2015/16 | 2ªB     | 12.  |              |

| Szezon  | Osztály | Poz. | Copa del Rey |
| ------- | ------- | ---- | ------------ |
| 2016/17 | 2ªB     | 18.  |              |
| 2017/18 | 3ª      | 1.   |              |
| 2018/19 | 2ªB     |      |              |

## Trófeák
- Tercera División (IV) győztes
  - 3 – 1994–95, 2008–09, 2017–18

## Kapcsolódó hivatkozások
- Espanyol hivatalos honlapja
- Futbolme profil (spanyolul)